# Rune Bratseth
Rune Bratseth (født 19. marts 1961 i Trondheim, Norge) er en tidligere norsk fodboldspiller, der spillede som forsvarsspiller hos Rosenborg BK i sit hjemland, samt tyske Werder Bremen. Han nåede desuden at spille 60 kampe for Norges landshold, som han var anfører for ved landets andre slutrunde nogensinde, VM i 1994 i USA.